# Stroinkslanden
De Stroinkslanden is de meest oostelijke van de drie wijken in stadsdeel Zuid in Enschede. De naam is ontleend aan de boerderij van Stroink, die er vroeger lag. De wijk is in drie fasen gebouwd, het eerst deel in de jaren zeventig en de volgende delen in de jaren tachtig en negentig. Dit verklaart de grote verscheidenheid aan woningtypes. Het oudste deel van de Stroinkslanden is zuidelijk gelegen tussen de Broekheurnerring en de Knalhutteweg. Hierna is er gebouwd ten noorden van de Broekheurnerring. Het meest recente deel van de wijk ligt tegen de A35.
Onder de naam Stroinkslanden 2015 zijn een achttal projecten gedefinieerd om de wijk op de toekomst voor te bereiden.

## Sport en vrijetijdsbesteding
In de wijk bevindt zich de Vaandrig Leppink Groep. Dit is een scoutinggroep met meer dan 100 jeugdleden die voornamelijk uit de wijk komen. De groep is sinds 1975 gevestigd op erve 't Stroink.
Op hetzelfde erf is sinds 2005 de middeleeuwse winkel Dragonheart gevestigd. Deze winkel is vervolgens uitgebreid met een re-enactmentgroep "de Gjallar-vikings", er is in de jachtkamer een trouwlocatie gekomen (of buiten in het prieel) en er kunnen vergaderingen worden georganiseerd. Bovendien wordt er op de woensdagmiddag een uilendemonstratie gegeven door "Dragonheart flyingteam".